# No Me Ames
"No Me Ames" je latinska pop pjesma američke pjevačice Jennifer Lopez, na kojoj gostuje njen suprug Marc Anthony. Objavljena je 10. lipnja 1999. kao drugi singl s albuma On the 6 u izdanju diskografske kuće Epic Records.

## O pjesmi
Pjesma ja zapravo obrada popularne talijanske balade "Non Amarmi" iz 1992. koju izvode Aleandro Baldi i Francesca Alotta. Španjolski tekst pjesme napisao je Ignacio Ballesteros. Iaoko su Lopez i Anthony sada u braku, u vrijeme snimanja pjesme bili su samo prijatelji, a upoznali su se na snimanju Lopezinog albuma On the 6. Pošto pjesma nije imala mnogo promocije, mnogi smatraju pjesmu "Waiting for Tonight" drugim singlom s albuma.

## Popis pjesama
Američki i meksički CD singl
1. "No Me Ames"
2. "No Me Ames" (Tropical Remix)

Argentinski CD singl
1. "No Me Ames"
2. "If You Had My Love"

## Videospot
Videospot za pjesmu snimljen je pod redateljskom palicom Kevina Braya 1999. godine. Na početku videa Lopez po kući traži Anthonyja koji sjedni na krevetu jer je bolestan. U sljedećoj sceni se u kutu poluzamraćene sobe svađaju. Tada Lopez shvaća da je bolestan i njeguje ga. Kasnije se nalaze podno drveta i ponovno počne svađa, ali se ubrzo pomire. Zatim se nalaze u krevetu gdje ga Marc poljubi Jennifer kao zahvalu što se brinula za njega nakon čega on umire. U posljednjoj sceni Lopez postavi cvijeće na Anthonyjev grob. Kako ona odlazi pojavljuje se Anthonyjev duh koji ju sljedi i čuva.

## Top liste
| Top liste (1999.)   | Pozicija |
| ------------------- | -------- |
| SAD Latin Songs     | 1        |
| SAD Latin Pop Songs | 2        |